# Alfred Thomsen
Alfred Engel Thomsen (født 1. april 1853 i Opager, død 14. marts 1934 i København) var en dansk arkitekt primært kendt for sit industribyggeri i historicistisk stil.
Alfred Thomsen var søn af skolelærer Claus Thomsen (d. 1866) og Bolette f. Engel (d. 1892) og var født den 1. april 1853 i Opager Skole. Efter at være kommet i murerlære blev han fra Det tekniske Institut dimitteret til Kunstakademiet og gennemgik dettes skoler fra oktober 1871, til han den 18. marts 1878 fik afgangsbevis som arkitekt. Efter under sin studietid og senere at have arbejdet for forskellige arkitekter, blev han i 1889 udnævnt til bygningsinspektør i Københavns 1. distrikt.
Han har givet tegning til en del huse og villaer i København og omegn, deriblandt »Børnehjemmet« i Helgesensgade, og, uden for København, Magdalenehjemmet »Skovtofte« ved Frederiksdal og Marienlyst Dampmølle i Nakskov. Han var medarbejder hos Vilhelm Klein (bl.a. den franske kunstudstillings bygning på Den Nordiske Industri-, Landbrugs- og Kunstudstilling i Kjøbenhavn 1888 og udstillede sammen med Klein et projekt til genopførelsen af Christiansborg.
Thomsen var medlem af bestyrelsen for Akademisk Arkitektforening og opmand ved Voldgiftsretten for Murer- og Stenhuggerlavet.
Han blev gift 1. gang 20. maj 1882 med Alma Joachimine Sønderup (20. maj 1855 i Bråby ved Sorø – 15. december 1901 i København), datter af forpagter, senere kammerråd Christian Conrad Sophus Sønderup og Emma Emilie Petersen. 2. gang ægtede han 1904 Astrid Emma Lisbeth Møller (30. marts 1881 i København – 28. juni 1933 sst.), datter af bankbogholder Christian Vilhelm Møller og Christiane Cecilie f. Jørgensen. Urne på Bispebjerg Kirkegård. 

## Udstillinger
- Charlottenborg Forårsudstilling 1888
- Den Nordiske Industri-, Landbrugs- og Kunstudstilling i Kjøbenhavn 1888
- Rådhusudstillingen 1901

## Værker
- Nørrebrogade 45 (1877)
- Strandvejen 32 D (1882, nedrevet)
- Frederiksborggade 4 (1887)
- Børnehjemmet af 1870, Helgesensgade 2 (1889)
- Marienlyst Dampmølle med direktørbolig, Nakskov (1890)
- Menighedshuset, Valby Tingsted 7, Valby (1896)
- Ungdomshjemmet Skovtofte, Hummeltoftevej 139, Kongens Lyngby (1897)
- Pakhus- og Kontorbygning for Fællesforeningen for Danmarks Brugsforeninger (FDB), Ny Toldbodgade 27-29 (1898)
- Hovedbygning for A/S Atlas, Nørrebrogade 198 – Nordre Fasanvej 235 (1898-99)
- Fabriksbygning for August Neuberts Fabriker, senere Pia Lys, Viborggade 78 (1899, nedbrændt 1982)
- Skindergade 45-47 (1899-1900, sammen med Laur. J. Larsen)
- Tilbygning til Sankt Johannes Stiftelsen, Ryesgade 28 (1901, nedrevet)
- Amagertorv 11 (1903)
- Nansensgade 59-63 (1905)
- Murersvendeforeningens Stiftelse, Murergade 12 (1905, præmieret)
- Fabriksbygning for De Danske Bomuldsspinderier, nu butikscenter Spinderiet, Skolegade 12, Valby (1907-10, med senere udvidelser, ombygget)
- Kreditkassen for Landejendomme i Østifterne, Anker Heegaards Gade 4 (1908-10)
- Stiftelsen Kong Frederik VIIIs Minde, Frijsenborg Allé 60-76 (1918)
- Fabriksbygning for Lauritz Knudsens mekaniske Etablissement, Haraldsgade 53 (1920-21, sammen med Robert Hansen og ingeniør V. Hougs, nedrevet)